# Nikolaas von Schrader
Nikolaas von Schrader (* 23. Oktober 1992 in Wien) ist ein österreichischer Schauspieler.

## Leben
Von 2014 bis 2017 absolvierte er in Wien ein Studium an der Schauspielschule Krauss und anschließend 2018 einen Intensivkurs im William Esper Studio, einer 1965 gegründeten Schule für Darstellende Kunst in Manhattan, New York.
Er singt (Tenor) und spielt akustische Gitarre und Klavier, weiters versucht er sich am Saxophon. In seiner Freizeit spielt er Beachvolleyball, Fußball und läuft Ski.

## Filmografie (Auswahl)
- 2018: Die letzte Party deines Lebens
- 2019: Wie ich lernte, bei mir selbst Kind zu sein
- 2020: SOKO Kitzbühel - In medias res (Fernsehserie)
- 2022: SOKO Linz – Rave (Fernsehserie)